# Rysov (hrad)
Rysov je zaniklý hrad, který ve třináctém a čtrnáctém století stával nad řekou Bobrůvkou v obci Skryje v okrese Brno-venkov. Jeho zbytky jsou chráněny jako kulturní památka.

## Historie
Podle Ladislava Hosáka byl hrad postaven ve druhé polovině třináctého století za vlády Přemysla Otakara II. Archeologické nálezy z lokality však pochází až z konce třináctého a první poloviny čtrnáctého století. Hrad nebyl v době své existence uveden v žádném písemném pramenu, pouze z roku 1368 pochází zmínka o proději poloviny hradiště, takže v té době už byl nejspíše pustý. Vesnice Skryje, Nová Ves a Jilmoví po uvedeném roce patřily Pešíkovi a Hartmanovi z Bukovice. Ani listiny z patnáctého století hrad nezmiňují a poprvé je uveden jako pustý až roku 1596, více než dvě stě let po svém zániku.

## Stavební podoba

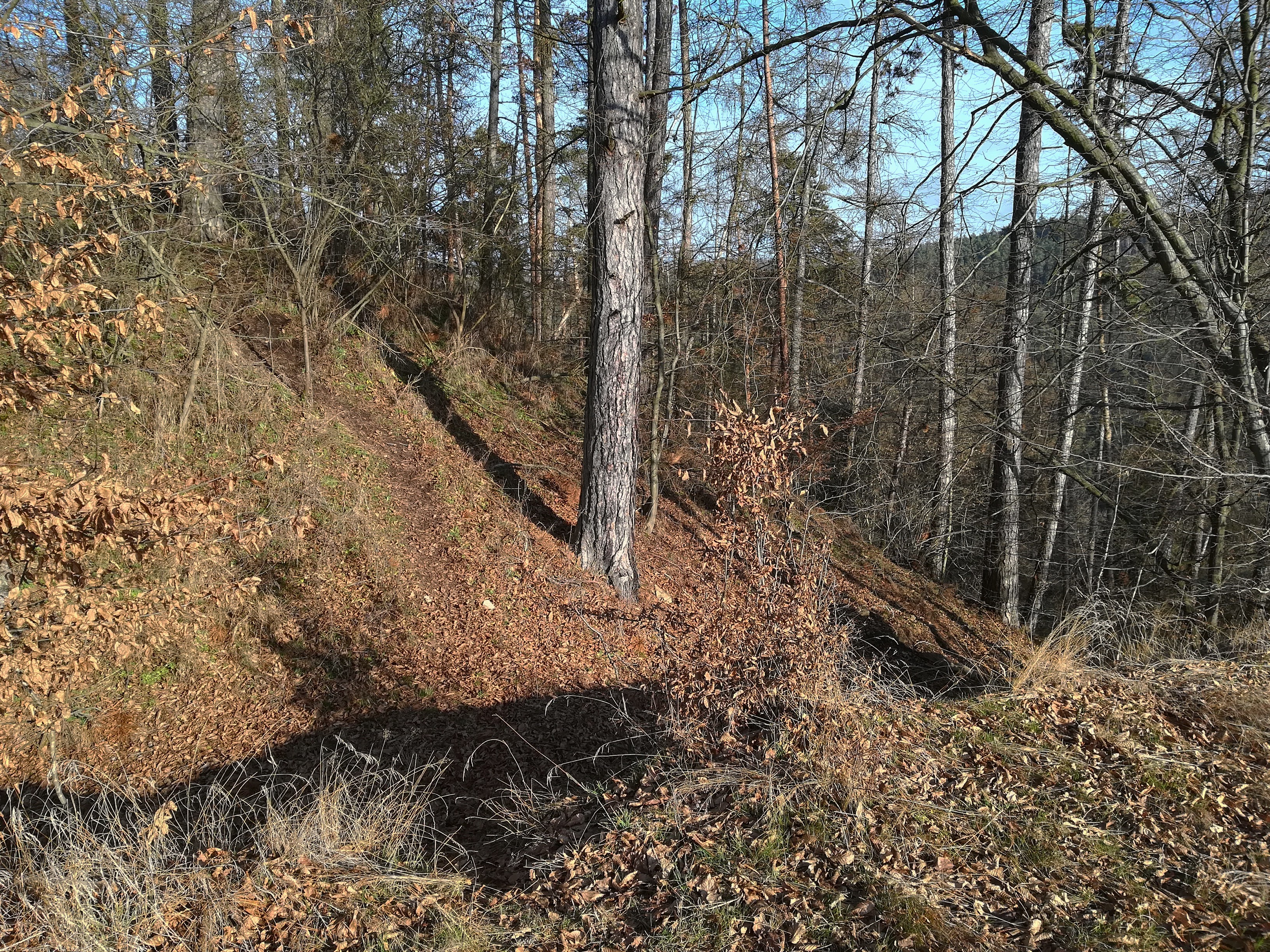
Druhý příkop

Hrad se skládal z předhradí na náhorní planině a hradního jádra v závěru ostrožny. Z předhradí, jehož zástavba bývala pouze dřevěná, se dochovaly náznaky příkopu a valu těžce poškozené zemědělským využíváním lokality. Příkop byl pravděpodobně osmnáct metrů široký a předhradí mělo rozměry 41 × 18 metrů. Za předhradím následoval třináct metrů široký druhý příkop a malé jádro s trojúhelníkovým půdorysem o rozměrech 35 × 20 metrů. Dochovaly se v něm drobné zbytky obvodové hradby, suťový kužel s pravděpodobnými pozůstatky bergfritu a prohlubně v místech, kde stával palác.